# Ålö (commune d'Haninge)
Ålö est une île de l'archipel de Stockholm  en Suède,,.

## Situation
L'île fait partie de la commune de Haninge.
Ålö se situe entre Rånö à l'ouest et Utö au nord-est.
Ålö n'est séparée de l'île voisine d'Utö que par un étroit détroit, l'Alsundet.
Les deux îles sont reliées par un pont.
L'île de Stora Björn est située à environ un kilomètre au sud-ouest d'Ålö.
Au sud-est, la mer s'étend jusqu'aux États baltes.

## Services
Au centre de l'île se trouve Ålö Gård avec un atelier de réparation automobile.
L'île peut être atteinte par Skärgårdsbåt, un service de traversiers régulier de Nynäshamn à Ålö et Rånö, ou en bateau-taxi.
La traversée depuis Strömkajen à Stockholm dure environ 90 minutes.
À l'extrémité sud de l'île, à côté de l'embarcadère des traversiers de Waxholmsbolaget, se trouve le restaurant Krogen Båtshaket.
Du côté sud-est se trouve une grande plage de sable en forme de fer à cheval, la Storsand.
La côte est principalement constituée de falaises escarpées.

## Nature
Ålö possède une riche vie végétale et aviaire et, depuis 2008, l'île fait partie de la réserve naturelle d'Ålö-Rånö (sv).
Ålö est sur le sentier de l'archipel de Stockholm.